# Jan Kysela
Jan Kysela (Mladá Boleslav, 17 dicembre 1985) è un calciatore ceco, attaccante del Benatky.

## Carriera

### Club
Ha giocato nella prima divisione ceca.

### Nazionale
Ha partecipato agli Europei Under-21 del 2007.

## Palmarès

### Club

#### Competizioni nazionali
- Coppa della Repubblica Ceca: 2

Mladá Boleslav: 2010-2011, 2015-2016